# 新井田城
新井田城（にいだじょう）は、青森県八戸市新井田にあった日本の城。別名・新田城（にいだじょう）。

## 概要
新井田川と松館川の合流点付近の小高い丘陵に所在した。後年、八戸藩主南部信興によって建てられた別館は本丸と二の丸に当たる外館（とだて）からなり、現、新井田小学校を含む一帯である。県の遺跡地図上では県遺跡№203024「館平遺跡」となっている。また、一説には、当初、新田氏は新田城の北方約500メートルの古館（県遺跡№203147「新井田古館遺跡」）に入り、のちに当城に移ったといわれている。

## 沿革
中世から近世の平城。城主は新田（にいだ）氏であり、根城南部氏五代政長の次男彦次郎政持を祖とし、同じく政長の三男であった弟信助に中館（のちの八戸城）をそれぞれあたえ、これが新田氏・中館氏のおこりといわれている。根城、中館とともに、「三館一城」とも称されたともいう。築城時期は不明であるが、「浅利六郎四郎清連注進状」の建武3年（1336年）に新田彦次郎政持の名があり、南北朝初期に築城され当地に居住していたと思われる。
天正20年（1592年）の諸城破却書上には、「新井田 平城 破 南部 彦七郎 持分」とある。寛永4年（1627年）に南部利直の要請で、根城南部氏は遠野に国替えとなるが、一族の新田氏もこれに従って遠野に移転し廃城となった。
その後、八戸藩主南部信興が、新田城本丸に別館を営み居住したという。

## 参考資料
- 「角川日本地名大辞典」編纂委員会『角川日本地名大辞典 2 青森県』角川書店、1985年12月1日。ISBN 4-04-001020-5。
- 児玉幸多、坪井清足『日本城郭大系 第2巻 青森・岩手・秋田』新人物往来社、1980年7月15日。